# لكر أباد عليا
لكر أباد عليا (بالإنجليزية: Lakarabad-e Olya)‏ هي قرية تقع في أردبيل في إيران. يقدر عدد سكانها بـ 206 نسمة .